# Cecropis senegalensis
A Cecropis senegalensis a verébalakúak (Passeriformes) rendjébe, ezen belül a fecskefélék (Hirundinidae) családjába és a Cecropis nembe tartozó faj. 24-25 centiméter hosszú. Afrika Szaharától délre eső füves, erdős területein él. Rovarevő.  Az esős időszakban költ, a fészekalj általában három tojásból áll.

## Alfajai
- C. s. senegalensis (Linnaeus, 1766) – dél-Mauritániától és Szenegáltól észak-Ghánáig, észak-Nigériáig, észak-Kamerunig, dél-Csádig, délnyugat-Szudánig;
- C. s. saturatior (Bannerman, 1923) – dél-Ghánától dél-Kamerunig, Dél-Szudánig, Etiópiáig, a Kongói Köztársaságig, a Kongói Demokratikus Köztársaságig, Burundiig, észak és dél-Kenyáig;
- C. s. monteiri (Hartlaub, 1862) – Angolától, dél-Kongói Demokratikus Köztársaságtól és dél-Kenyától, észak-Namíbiáig, észak-Botswanáig, Zimbabwéig, Mozambikig és északkelet-Dél-afrikai Köztársaságig.

## Fordítás
- Ez a szócikk részben vagy egészben  a   Mosque swallow című angol Wikipédia-szócikk fordításán alapul.  Az eredeti cikk szerkesztőit annak laptörténete sorolja fel. Ez a jelzés csupán a megfogalmazás eredetét és a szerzői jogokat jelzi, nem szolgál a cikkben szereplő információk forrásmegjelöléseként.